# Johannes Climacus o De omnibus dubitandum est
Johannes Climacus o De omnibus dubitandum est (in danese: Johannes Climacus eller De omnibus dubitandum est) è un'opera incompiuta del filosofo danese Søren Kierkegaard pubblicata postuma ma risalente a maggio-giugno 1843. Tema del breve scritto è il dubbio filosofico collegato alla fede, ovvero di come sia impossibile dubitare di tutto e continuare a vivere. La forma scelta è quella del racconto, benché leggendo lo stile narrativo va lasciando il posto a un tipo di "comunicazione indiretta" basata sul metodo di domande e risposte, così come inaugurato dall'ironia socratica.
Il nome Climacus apparirà ancora nelle opere di Kierkegaard (per esempio quale pseudonimo in Briciole filosofiche e nella Postilla conclusiva non scientifica alle briciole di filosofia), compreso in posizione dialettica un Anti-Climacus (per esempio in La malattia mortale e in Esercizio di cristianesimo).

## Struttura
Dopo due citazioni da Spinoza e dalla Prima lettera a Timoteo, Kierkegaard mette una nota dal titolo Si prega di notare.
- Introduzione
- Pars prima: Johannes Climacus comincia a filosofare con l'aiuto di nozioni tradizionali
  - Introduzione
  - I. La filosofia moderna comincia col dubbio
    - 1. Come va intesa la proposizione alla lettera?
    - 2. Come avvenne che la filosofia moderna cominciò col dubbio?
    - 3. Presentimento

  - II. La filosofia comincia col dubbio
    - 1. La proposizione è identica alla proposizione n. 3?
    - 2. Come si rapporta l'individuo a quella proposizione?

  - III. Bisogna aver dubitato per giungere a filosofare
- Pars seconda: Johannes prova a pensare propriis auspiciis. De omnibus dubitandum est
  - Introduzione
  - I. Che cos'è dubitare?
    - 1. Come dev'essere fatta l'esistenza affinché divenga possibile dubitare?
- Appendice (indice delle due parti non realizzate)[2]

## Edizione italiana
- (FR)  Johannes Climacus, ou, De omnibus dubitandum est, in Œuvres complètes, Éditions de l'Orante, Paris, vol. II, 1975
- (EN)  Philosophical Fragments - Johannes Climacus, a cura di Howard V. Hong e Edna H. Hong, Princeton University Press, 1985
- Johannes Climacus o De omnibus dubitandum est., trad. e introduzione di Simonella Davini, Edizioni ETS, Pisa 1999 ISBN 88-7741-846-X ISBN 978-88-774-1846-3.